# Valkininkai
Valkininkai è una località della Lituania, situata nella contea di Alytus.